# Profética Casa de la Lectura

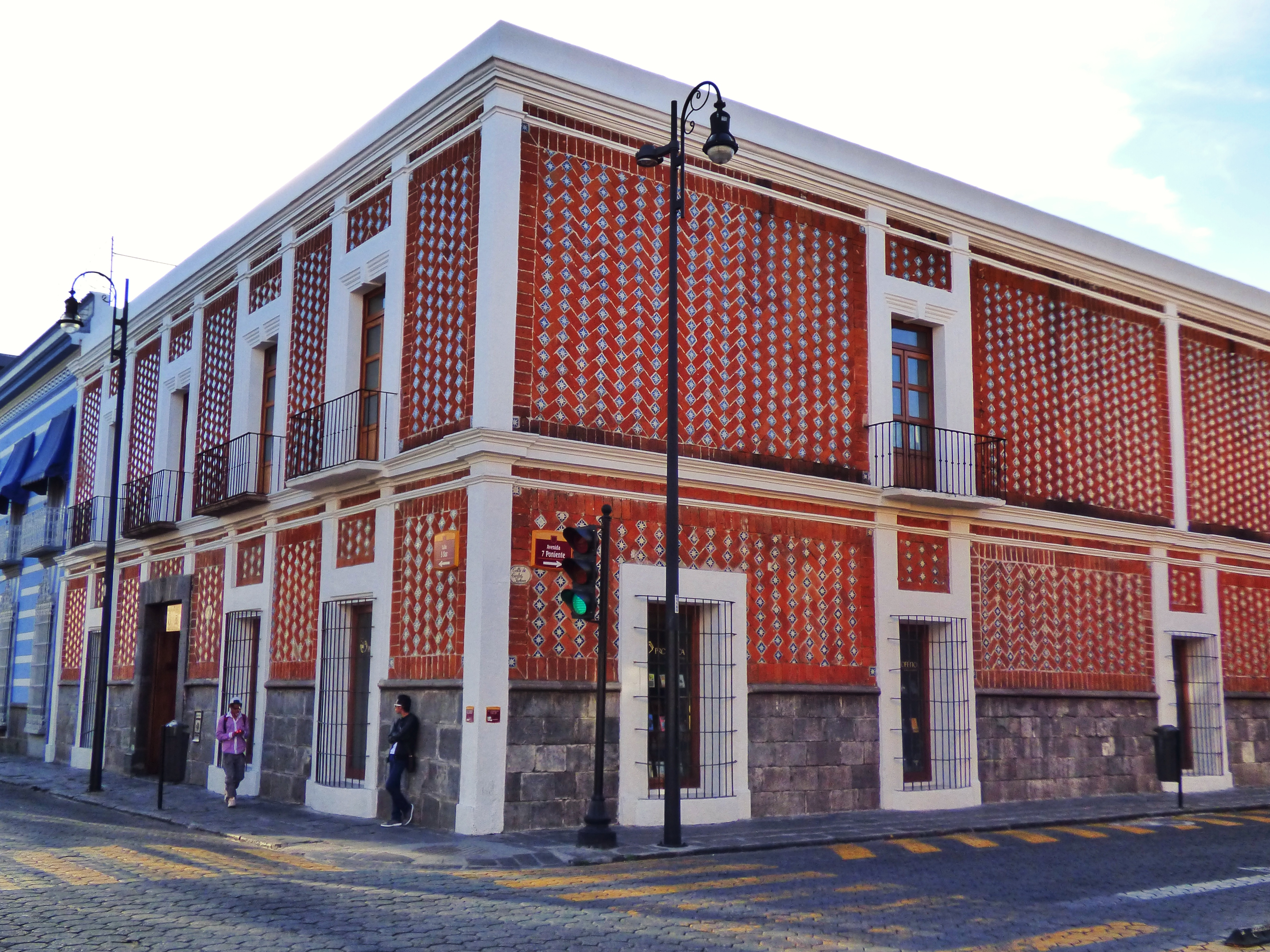
Profética casa de la lectura (doble fachada)

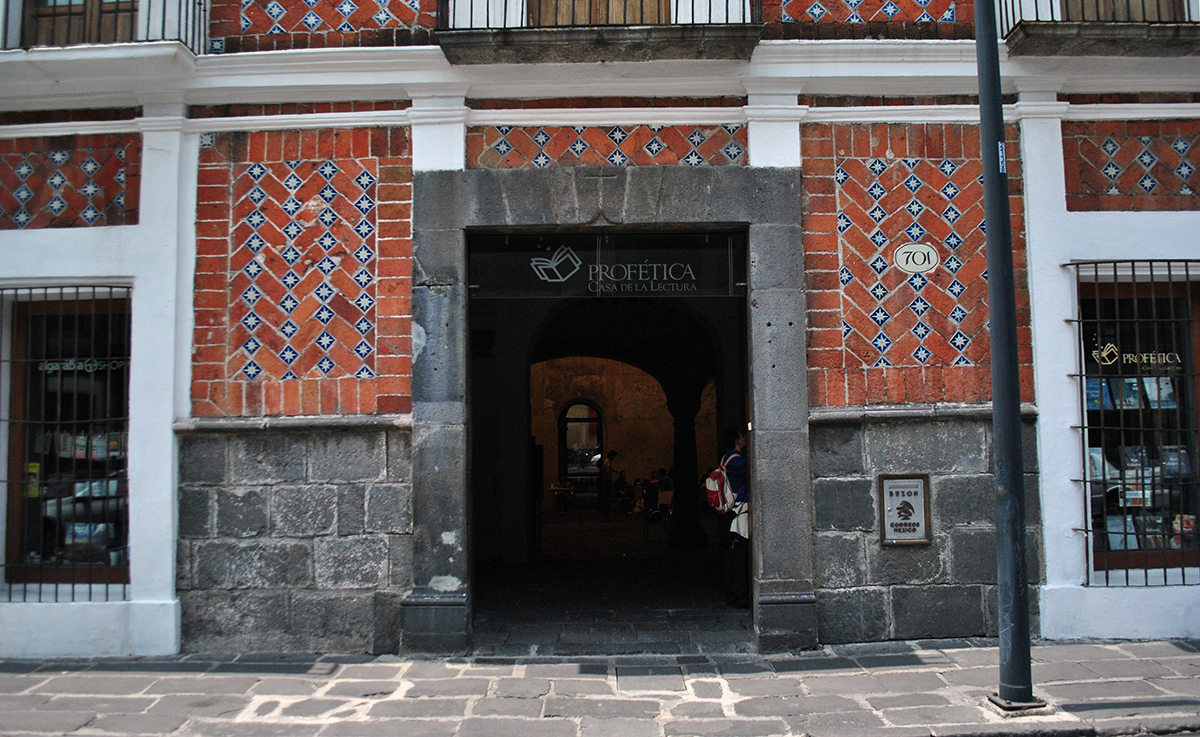
Casa de la Limpia, edificio histórico donde se ubica Profética

Profética Casa de la Lectura es un espacio cultural, biblioteca pública, cafetería y librería de la Ciudad de Puebla, fundado el 5 de julio de 2003. Es operada por una asociación civil privada sin fines de lucro, cuyo principal objetivo es promover la lectura y la literatura. Su sede está en el edificio denominado Casa de la Limpia,  3 Sur, no. 701, en el centro histórico de la ciudad de Puebla.

## Biblioteca
Uno de los principales objetivos de Profética Casa de la Lectura es promover la lectura entre los ciudadanos de Puebla, por lo que dentro de sus instalaciones hay una biblioteca pública y gratuita especializada en literatura que cuenta con alrededor de trece mil títulos. La biblioteca forma parte de la red nacional de bibliotecas públicas de México.

## Librería
La librería, con poco más de 300 m² de área de venta, ofrece libros de interés general con un énfasis en literatura, ciencias sociales, arte, arquitectura y humanidades. Posee un número importante de editoriales independientes y poco conocidas. Su sección de poesía es muy completa (como lo señaló el crítico literario Gabriel Wolfson) y cuenta con una sección sobre Puebla única en México. Destina sus beneficios al sostenimiento de la biblioteca pública y gratuita.

## Eventos culturales
Son muchos los eventos culturales que se realizan en Profética, entre los que destacan conferencias, debates, lecturas, presentaciones de libros, exposiciones, conciertos e incluso editatones y proyecciones de cine.

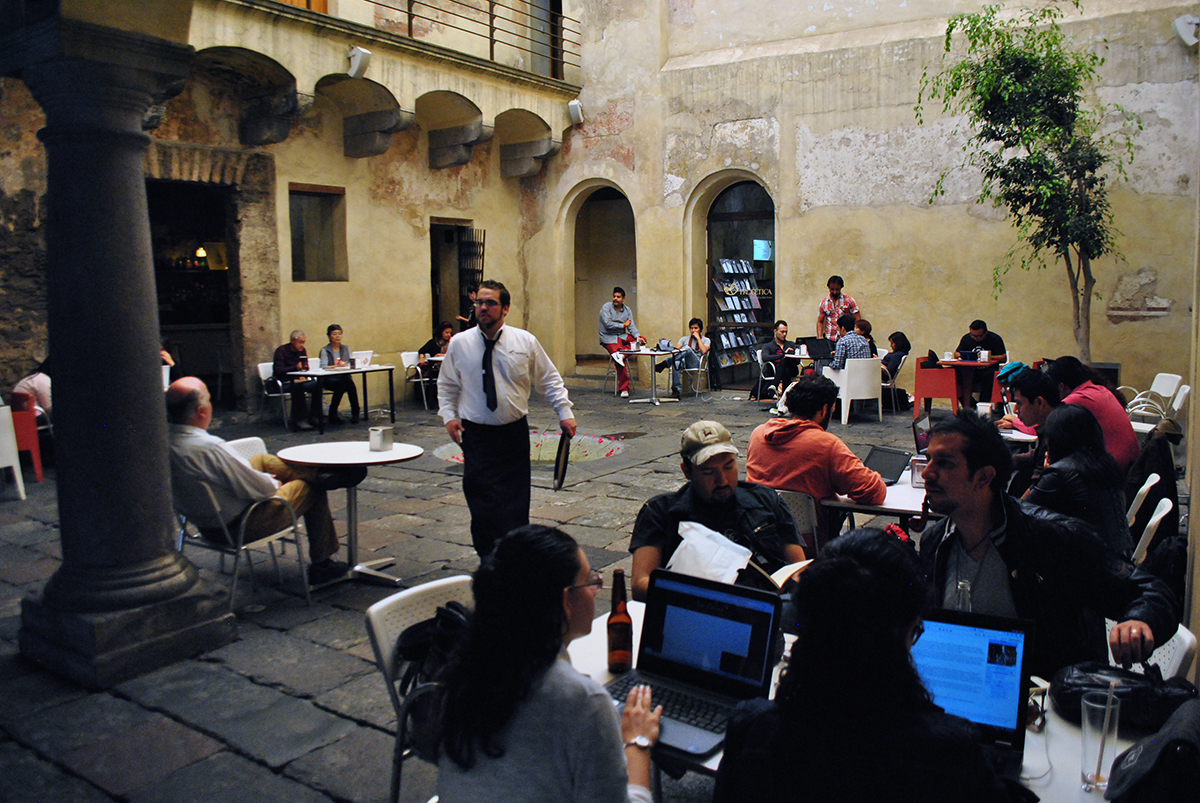
Profética fue sede del Tercer editatón de la ciudad de Puebla

Entre los escritores y periodistas que han estado en Profética destacan, entre otros muchos, Ángeles Mastretta, Goran Petrovic, Etgar Keret, Jorge Volpi, Eduardo Milán, Julián Herbert, Luis Felipe Fabre, Luigi Amara, Vivian Abenshushan, Margo Glantz, Yuri Herrera, Francisco Goldman, Gabriel Wolfson, Héctor Aguilar Camín, Ignacio Padilla, Eloy Urroz, Pablo Soler Frost, Lydia Cacho, Marcelo Uribe, Pedro Ángel Palou con el título El diván del diablo, Juan Villoro con Safari accidental; Sanjuana Martínez, Manto púrpura; Jis y Trino con Asuntos moneros, cartas 1997-2009; Diana J. Torres con Pornoterrorismo; Guillermo Carrera y José Luis Ibarra Mazari, entre otros.
Asimismo se han realizado homenajes, como el que se hizo a Juan García Ponce el 2 de abril de 2004, al escritor poblano Alejandro Meneses y a Roberto Bolaño.
Entre los conciertos que se han realizado en Profética, destacan las "Vejaciones", de E. Satie, interpretadas por Jaime Wolfson, y las Suites para violonchelo solo de Johann Sebastian Bach por parte del violonchelista español Eduardo Palao Villa Escalera.
Desde 2006, Profética Casa de Lectura es sede de la muestra cinematográfica Ambulante gira de documentales.

## Historia

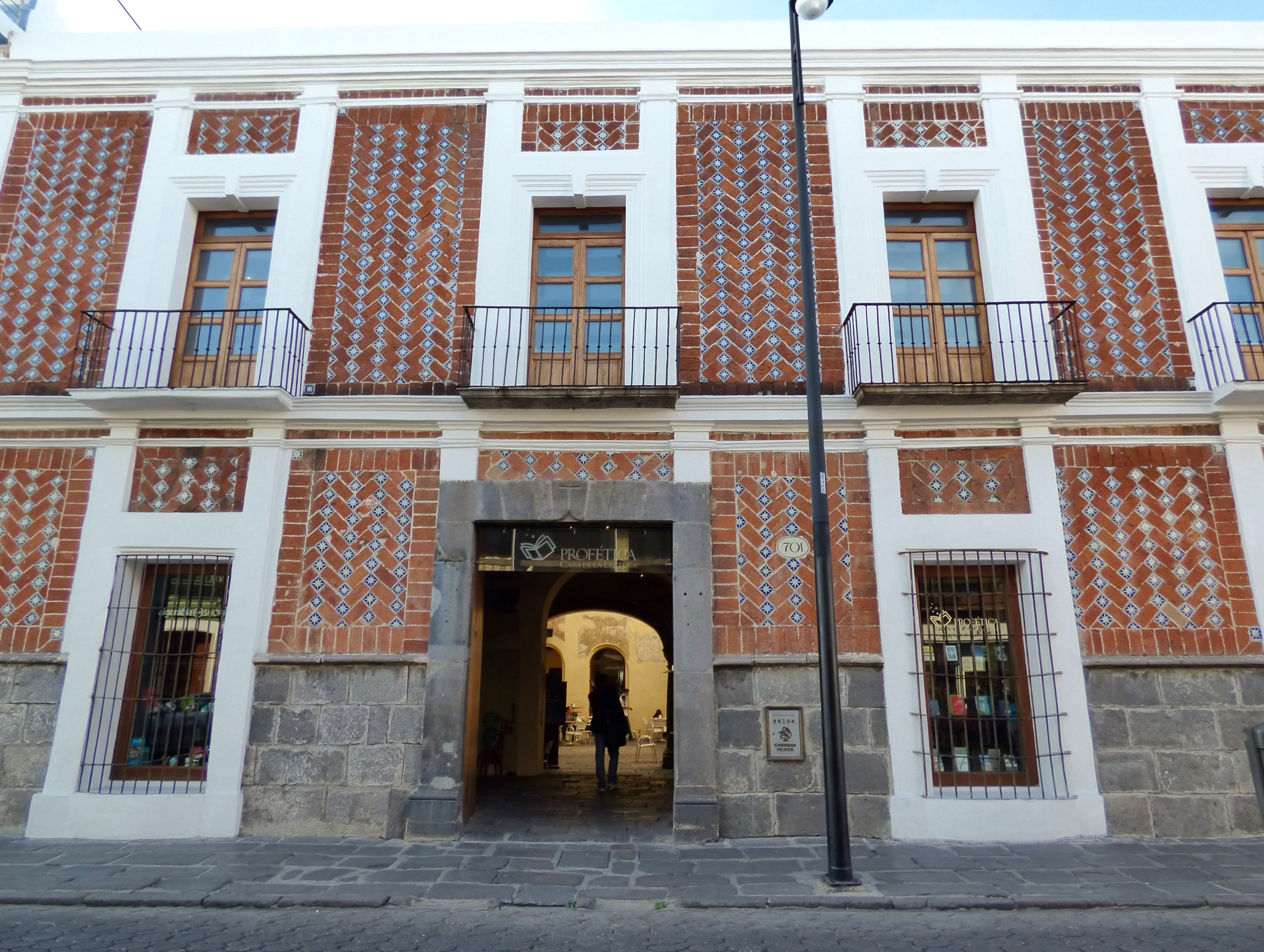
Fachada de Profética Casa de la Lectura

### Casa de la Limpia
La Casa de la limpia, edificio donde se ubica Profética Casa de Lectura, data de la época del Virreinato, siglo XVI, y originalmente perteneció a distintas autoridades eclesiásticas, como Manuel Fernández de Santacruz, duodécimo obispo de Puebla y célebre corresponsal de Sor Juana Inés de la Cruz con el seudónimo de Sor Filotea de la Cruz; las rentas que obtenía de dicho inmueble fueron destinadas al sostenimiento del Colegio de Infantes durante muchos años.
En 1856, debido a la Ley de desamortización de las fincas rústicas y urbanas de las corporaciones civiles y religiosas de México, comúnmente llamada Ley Lerdo, el edificio fue expropiado por el gobierno, pasando así a manos de distintos particulares; el primero de ellos fue José María García Bolaños. En 1956 la casa fue adquirida por el señor Emilio Yitani Checa, quien la mantuvo en el abandono hasta que fue adquirida en el año 2000 por la Fundación Elías María, IAP, que encargó la restauración al arquitecto Gonzalo Gómez-Palacio para su uso actual como espacio cultural.

### Restauración del edificio

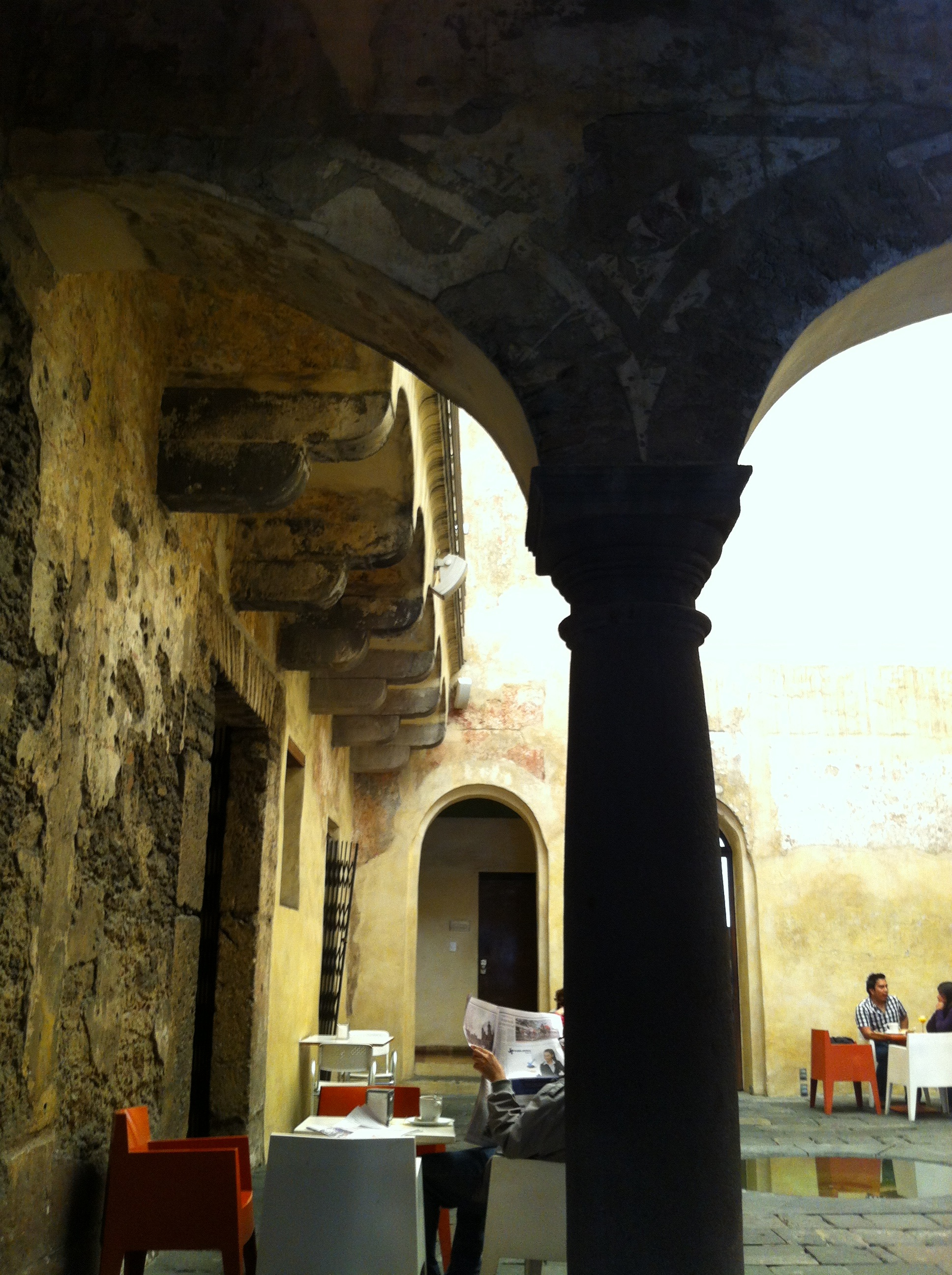
Interior de Profética

La restauración del edificio, encargada al arquitecto Gonzalo Gómez-Palacio, se llevó a cabo del año 2001 al 2003. Debido a que el edificio estaba en muy malas condiciones, la restauración fue total, lo que le mereció al restaurador una mención honorífica en la VIII Bienal de Arquitectura Mexicana del 2004 en la categoría de restauración. El resultado fue una "audaz pero respetuosa intervención arquitectónica donde el acero y el vidrio dialogan con la piedra y el travertino de sus viejos muros".

## CabezaPrusia
En 2008, Profética publicó el libro titulado Ponte la del Puebla, de Gabriel Wolfson, una crónica "escrita por igual desde el fanatismo que desde la crisis de la fe" sobre el Puebla de la Franja, equipo de fútbol mexicano que "en una primavera propia de la era del calentamiento global [...] lucha por no bajar a segunda división". Dos años más tarde, publicó No hay obra, hay taller, libro que reunía reflexiones alrededor del artista y su espacio de trabajo, con textos de la diseñadora y artista visual Yara Almoina (México, 1972), del académico Horacio Berra (México, 1975), del escritor y editor Nicolás Cabral (Argentina, 1975), del artista plástico Gianni Capitani (Roma, 1949), del editor Marcelo Gauchat (Argentina, 1953), del arquitecto y ensayista Alejandro Hernández Gálvez (México, 1967), del traductor y editor Juan Antonio Montiel (Puebla, 1974) y del escritor y académico Gabriel Wolfson (Puebla, 1976); este último y Marcelo Gauchat fueron los responsables de la edición. Además de los textos y fotografías, el libro incluía un DVD con videos realizados por Capitani que forman parte del apartado Yo soy mi taller. El proyecto contó con el apoyo económico del Fondo Nacional para la Cultura y las Artes de México (FONCA).
En 2013 Profética publicó Sombrillas, sombreros, sombras. De los principios de la arquitectura, de Alejandro Hernández Gálvez, el cual se convirtió en el primer libro lanzado bajo el sello editorial CabezaPrusia y beneficiario del apoyo del FONCA a través de su Programa de Fomento a Proyectos y Coinversiones Culturales, emisiones 2012 y 2013. En agosto de 2014, la editorial presentó un segundo título, Una americana, traducción de Octavio Moreno del texto de la francesa Nathalie Quintane.
Según palabras de Gabriel Wolfson y Marcelo Gauchat, editores de CabezaPrusia, al no estar vinculada con ninguna institución, la editorial cuenta con total libertad en el sentido amplio de la palabra, lo que les permite publicar poesía, ensayo, narración corta, "pero jamás novelas. La idea, el sueño, es que sea una editorial que publique títulos que nos gusten y que logren desconcertar un rato al lector”.
El tercer título de la colección, con fecha de salida en 2014, será una antología de textos de los ocho miembros del grupo literario cubano Diáspora(s), elaborada por Jorge Cabezas Miranda.